# Quartier Birketweg

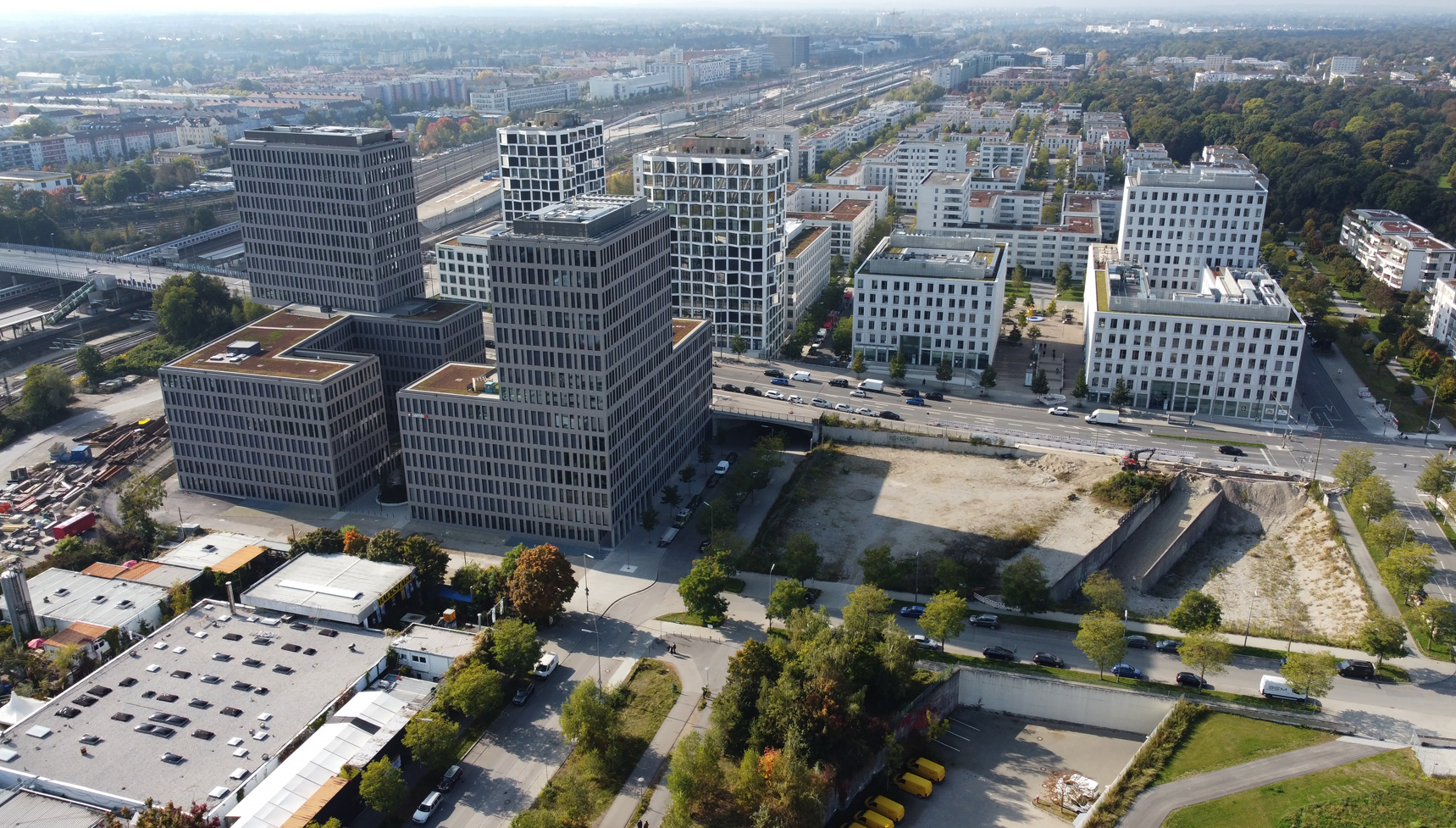
Quartier Birketweg von Osten nach Westen. Oktober 2021

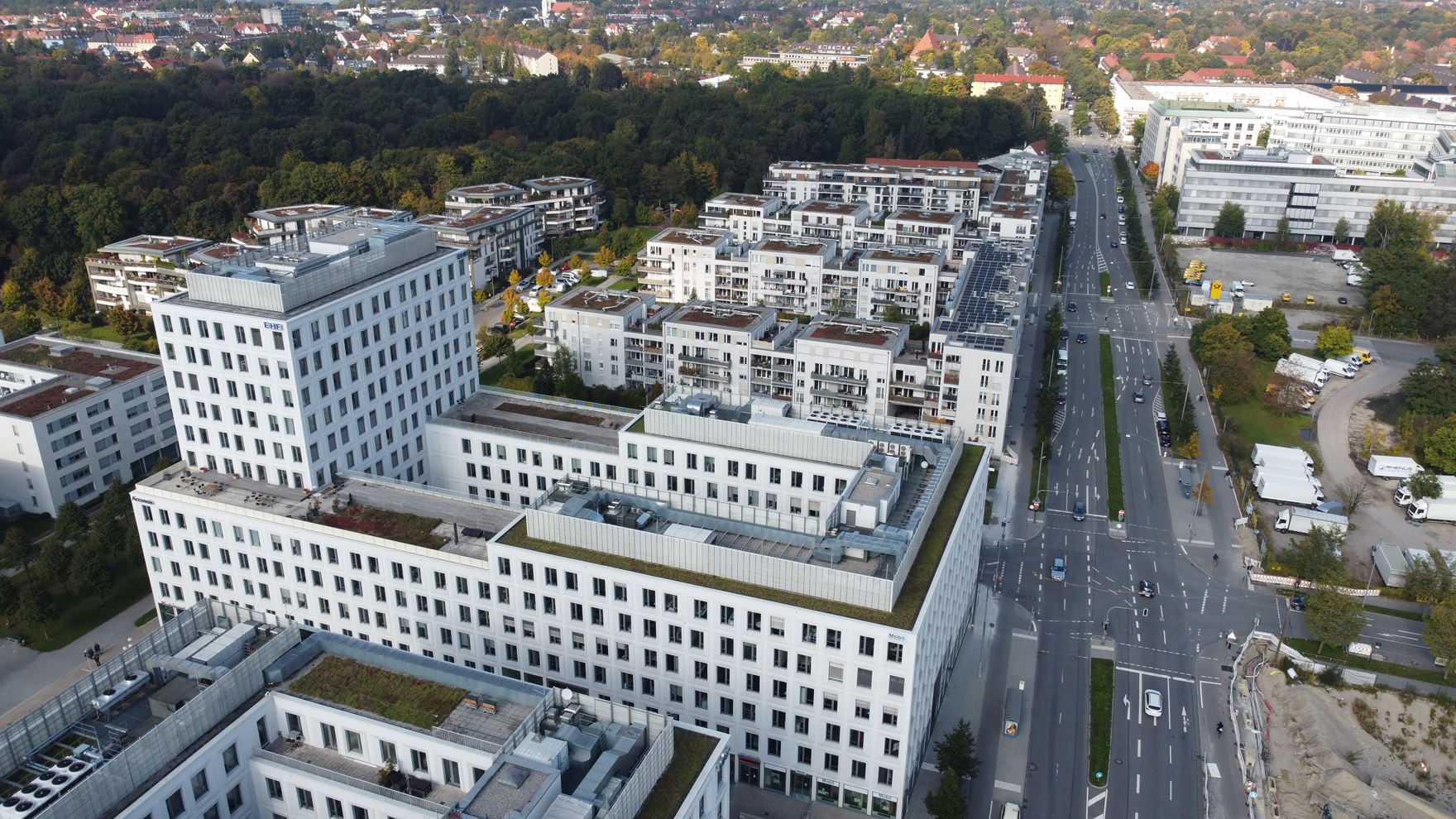
Quartier Birketweg und Wilhelm-Hale-Straße (rechts) von Süden nach Norden

Das Quartier Birketweg ist ein Viertel im Münchner Westen.

## Lage
Das Quartier Birketweg befindet sich am südlichen Ende des Stadtbezirks Neuhausen-Nymphenburg auf einer Fläche von 60 Hektar westlich der Donnersbergerbrücke und erstreckt sich von dort aus weiter Richtung Westen parallel zu den Bahngleisen bis zum südöstlichen Ende des Hirschgartens.

## Geschichte
Das Quartier Birketweg wurde durch die Umnutzung der Bahnflächen entlang der Bahnstrecke zwischen München-Pasing und dem Münchner Hauptbahnhof ermöglicht. Die betroffenen Flächen waren zuvor gewerblich sowie durch Post und Bahn genutzt. Für die Umnutzung wurden insgesamt Wohnungen für 6000 Menschen und Büroflächen für 6000 Arbeitsplätze geplant. Seit Mitte März 2006 ist der Flächennutzungsplan für dieses Areal rechtswirksam und seit März 2007 ist der Bebauungsplan mit Grünordnung rechtsverbindlich.

## Städtebau und Nutzung
Städtebauliche Aufgabe war es, ein Quartier zu planen, das sich einerseits in die Umgebung einfügt und andererseits diesen gewerblich geprägten Stadtbereich aufwertet. Als Quartiersmitte wurde die Wilhelm-Hale-Straße festgelegt. Flankierend wurden östlich und südlich des Hirschgartens sowie an der Schäringer- und Arnulfstraße Wohnquartiere geplant. Dabei wurden verschiedene Wohnformen vorgesehen und 30 % der Anlage entstanden als geförderter Wohnungsbau.
Um ein ausgewogenes Verhältnis von Wohnen und Arbeiten im Quartier zu schaffen, wurden innerhalb des Planungsgebiets verschiedene Nutzungen ermöglicht. Das bereits vorhandene Güterverteilszentrum auf dem sogenannten Deutschmanngelände entlang der Gleisstraße (östlich der Friedenheimer Brücke) wurde in ein modernes „City-Logistik-Zentrum“ weiterentwickelt. Zugleich wurde der Flächenbedarf hierfür reduziert.
Nicht zuletzt wurden auch Lärmschutzmaßnahmen geplant, um die Lärmbelastung durch die Bahnstrecke zu reduzieren.

## Infrastruktur und Verkehr

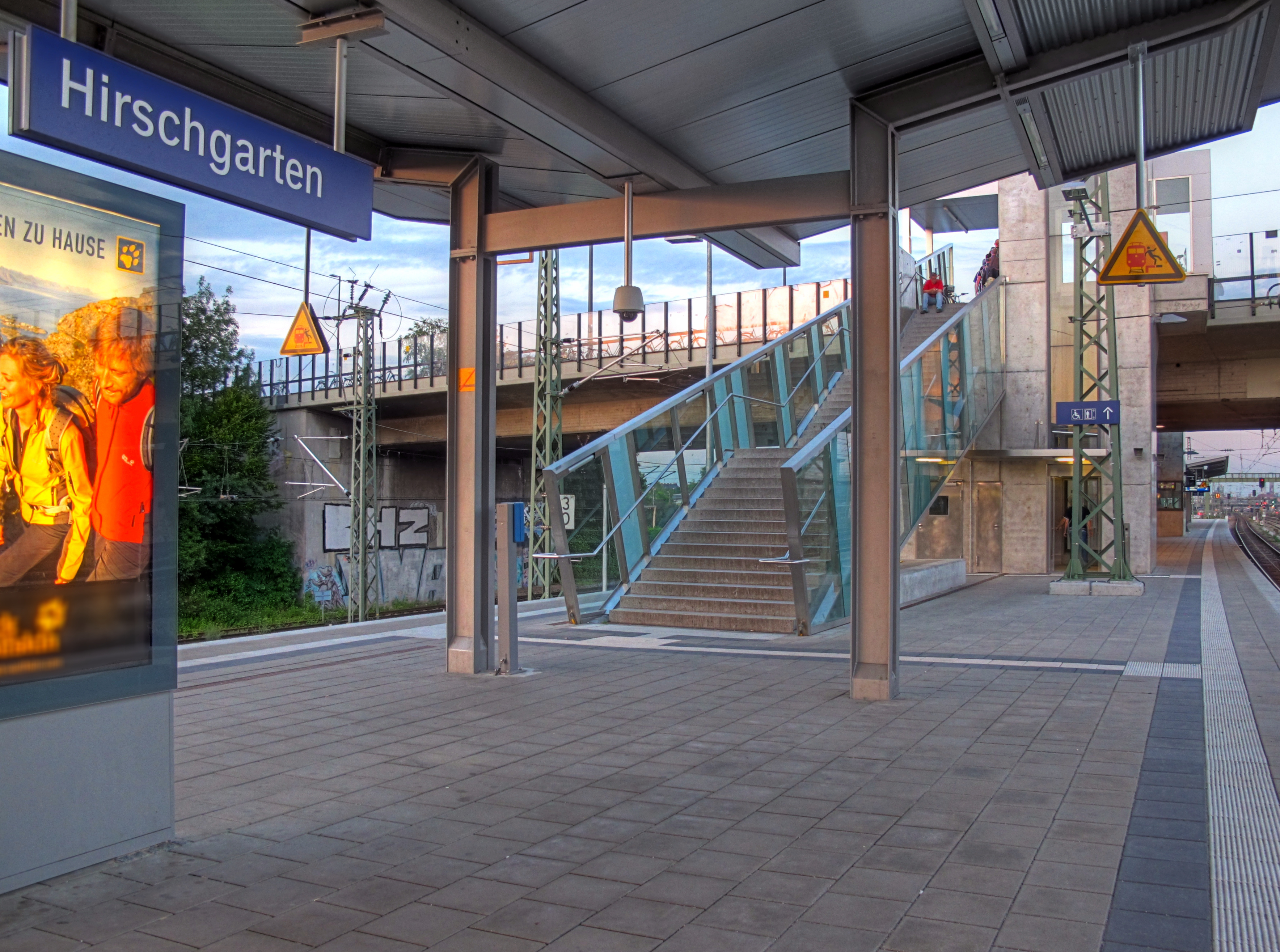
S-Bahn-Haltestelle „Hirschgarten“

Für das Quartier Birketweg wurden Kinderkrippen, Kindergärten und eine Grund- und Hauptschule im Bereich Nymphenburg-Süd sowie Kultur- und Jugendspielflächen geplant, die auch eine Aufwertung der angrenzenden Quartiere bedeuten.
Für die Wilhelm-Hale-Straße in der Quartiersmitte wurde eine Bebauung mit Kerngebietsnutzung geplant, Einkaufsmöglichkeiten geschaffen und eine kurze Anbindung an das City-Logistik-Zentrum und das Briefverteilzentrum ermöglicht. Zugleich konnten die Lkw-Fahrten zum City-Logistik-Zentrum reduziert werden, indem der Bahnanlieferungsanteil erhöht wurde und innenstadtbezogene Lieferfahrten gebündelt wurden.
Durch die am 13. Dezember 2009 eröffnete S-Bahn-Haltestelle „Hirschgarten“ an der Friedenheimer Brücke wurde das Quartier an den Nahverkehr angeschlossen. Ebenfalls über die Friedenheimer Brücke ist das Viertel mit dem Hauptverkehrsstraßennetz (Landsberger Straße, Arnulfstraße) verbunden. Rad- und Fußwege erschließen das gesamte Viertel und sind an die bereits bestehende Rad- und Fußwegeverbindung zwischen dem Münchner Hauptbahnhof und München-Pasing angebunden.

## Grün- und Freiflächen
Geplant wurde für dieses Viertel eine zusammenhängende nutzbare Freifläche entlang der Bahnlinie. Diese entstand auf ehemaligen Gleisflächen mit integrierten Fuß- und Radwegen. Durch die Gestaltung sollen die Spuren der Bahngeschichte nachvollziehbar bleiben. Insgesamt wurde das ganze Baugebiet durch Grünzüge gegliedert, um wohnungsnah Frei- und Grünflächen zu realisieren, die zugleich an übergeordnete Freiräume angeschlossen sind – wie etwa den Park „Hirschgarten“. In einem sogenannten Pionierpark werden neu geschaffene und erhaltene Bahnbiotopstrukturen integriert.